# Rue de la Quennette
La rue de la Quennette également orthographiée rue de la Quénette ou rue de la Quenette, est une voie publique urbaine de la commune de Lille, dans le département français du Nord.

## Situation et accès
La rue relie la place des Reignaux à son croisement avec la rue des Ponts-de-Comines à la rue des Arts au croisement avec les rues de Roubaix et Anatole-France. 
Elle est desservie par la station de métro souterraine Gare Lille-Flandres et par un pôle multimodal, point de départ de nombreuses lignes de bus Ilévia.

## Origine du nom
Le nom de la rue signifie cruche du mot wallon « quenne » (« Kruik » en néerlandais), également mesure de capacité de 2 pintes soit environ 1 litre.

## Histoire
La rue de la Quennette date probablement de la fin du XIIIe siècle ou peut-être d'une origine antérieure.
La rue enjambait  par un ponceau, côté de la place des Reignaux, le canal de la rue de la Quenette dans le prolongement du canal des Ponts-de-Comines. Ce court canal de la Quenette au nord de la rue  est resté à l’air libre dont le confluent avec le canal des boucheries en souterrain au bord de la rue de Roubaix et n'a été recouvert qu'à la fin du XIXe siècle.
D'après le témoignage de février 1885 d'un Lillois : « Votre cœur se soulèvera en voyant, entre les murs délabrés, déboucher le plus fangeux des ruisseaux de la ville. Une plaque, apposée en cet endroit, preuve amusante de la bonhomie administrative, invite les citoyens à ne pas jeter d'ordures, ni d'objets d'aucune sorte dans le canal. »
A l’autre extrémité, côté de la rue de Roubaix, le canal des Boucheries traversait  la rue. Cette partie  du canal était souterraine depuis le  XVIIe siècle.
La rue faisait partie de la paroisse Saint-Maurice.
Jusqu’au début du XXe siècle ce quartier était très pauvre.

## La rue auXXIesiècle
La rue est à sens unique de circulation de la place des Reignaux à la rue des Arts avec un double-sens cyclable, files de stationnement de chaque côté et trottoirs étroits.
Elle est bordée d’immeubles construits au cours des années 1920 après les destructions du siège de 1914 et d’un immeuble à l’angle de la rue des Ponts-de-Comines qui date vraisemblablement de la fin du XVIIe siècle de style franco-lillois reconnaissable aux ornements au-dessus des fenêtres du deuxième étage. Ce bâtiment, très remanié a de plus été surélevé.